# Mistrovství Evropy v basketbalu žen 2017
36. mistrovství Evropy v basketbalu žen se konalo ve dnech 16.–25. června 2017 v Česku v Praze a Hradci Králové. Pořadatelem byla Česká basketbalová federace. Celkem 61 556 fanoušků navštívilo všechny zápasy tohoto mistrovství.
Turnaje se zúčastnilo 16 týmů, rozdělených do čtyř čtyřčlenných skupin. První družstvo postoupilo přímo do čtvrtfinále, družstva na druhém a třetím hrála kvalifikaci o čtvrtfinále. Titul mistra Evropy získalo Španělsko, na druhém místě byla Francie a jako třetí skončila Belgie. Titul mistra Evropy z minulého roku obhajovaly basketbalistky Srbska.
Česko bylo jako hostitelská země vybraná v roce 2015, dostalo přednost před Srbskem.

## Kvalifikace
| Pořadatel - Česko | Postup z kvalifikace - Belgie - Bělorusko - Černá Hora - Maďarsko - Francie | - Itálie - Lotyšsko - Rusko - Řecko - Slovensko | - Slovinsko - Srbsko - Španělsko - Turecko - Ukrajina |

## Pořadatelská města
| Město          | Aréna                                        | Kapacita                         |  |
| -------------- | -------------------------------------------- | -------------------------------- |  |
| Praha          | O2 arena                                     | 5 408 (horní část byla uzavřena) |  |
| Praha          | Sportovní hala Královka                      | 1 229                            |  |
| Hradec Králové | Zimní stadion Hradec Králové (Fortuna aréna) | 3 666                            |  |

## Základní skupiny

### Skupina A
| Poř. | Tým       | Z | V | P | VB  | OB  | +/- | B | Výsledek              |
| ---- | --------- | - | - | - | --- | --- | --- | - | --------------------- |
| 1.   | Španělsko | 3 | 2 | 1 | 201 | 169 | +32 | 5 | postup do čtvrtfinále |
| 2.   | Ukrajina  | 3 | 2 | 1 | 197 | 195 | +2  | 5 | zápas o čtvrtfinále   |
| 3.   | Maďarsko  | 3 | 1 | 2 | 194 | 216 | -22 | 4 | zápas o čtvrtfinále   |
| 4.   | Česko     | 3 | 1 | 2 | 184 | 196 | -12 | 4 | vyřazení              |

### Skupina B
| Poř. | Tým       | Z | V | P | VB  | OB  | +/- | B | Výsledek              |
| ---- | --------- | - | - | - | --- | --- | --- | - | --------------------- |
| 1.   | Turecko   | 3 | 3 | 0 | 211 | 185 | +26 | 6 | postup do čtvrtfinále |
| 2.   | Itálie    | 3 | 2 | 1 | 201 | 175 | +26 | 5 | zápas o čtvrtfinále   |
| 3.   | Slovensko | 3 | 1 | 2 | 187 | 196 | -9  | 4 | zápas o čtvrtfinále   |
| 4.   | Bělorusko | 3 | 0 | 3 | 193 | 236 | -43 | 3 | vyřazení              |

### Skupina C
| Poř. | Tým       | Z | V | P | VB  | OB  | +/- | B | Výsledek              |
| ---- | --------- | - | - | - | --- | --- | --- | - | --------------------- |
| 1.   | Francie   | 3 | 3 | 0 | 213 | 188 | +25 | 6 | postup do čtvrtfinále |
| 2.   | Srbsko    | 3 | 1 | 2 | 205 | 211 | -6  | 4 | zápas o čtvrtfinále   |
| 3.   | Řecko     | 3 | 1 | 2 | 188 | 189 | -1  | 4 | zápas o čtvrtfinále   |
| 4.   | Slovinsko | 3 | 1 | 2 | 196 | 214 | -18 | 4 | vyřazení              |

### Skupina D
| Poř. | Tým        | Z | V | P | VB  | OB  | +/- | B | Výsledek              |
| ---- | ---------- | - | - | - | --- | --- | --- | - | --------------------- |
| 1.   | Belgie     | 3 | 3 | 0 | 204 | 197 | +7  | 6 | postup do čtvrtfinále |
| 2.   | Rusko      | 3 | 2 | 1 | 224 | 189 | +35 | 5 | zápas o čtvrtfinále   |
| 3.   | Lotyšsko   | 3 | 1 | 2 | 193 | 188 | +5  | 4 | zápas o čtvrtfinále   |
| 4.   | Černá Hora | 3 | 0 | 3 | 173 | 220 | -47 | 3 | vyřazení              |

## Konečné pořadí
| Poř.             | Tým         | výhry–prohry |
| ---------------- | ----------- | ------------ |
| Zlatá medaile    | Španělsko   | 6-0          |
| Stříbrná medaile | Řecko       | 5–1          |
| Bronzová medaile | Nizozemsko  | 5–1          |
| 4.               | Portugalsko | 3–4          |
| 5.               | Srbsko      | 5–1          |
| 6.               | Rumunsko    | 3–4          |
| 7.               | Slovinsko   | 4–3          |
| 8.               | Turecko     | 2–5          |
| 9.               | Rusko       | 2–2          |
| 10.              | Polsko      | 2–2          |
| 11.              | Itálie      | 1–3          |
| 12.              | Lotyšsko    | 1–3          |
| 13.              | Itálie      | 1–2          |
| 14.              | Česko       | 1–2          |
| 15.              | Německo     | 0–3          |
| 16.              | Černá Hora  | 0–3          |

## Statistiky a ocenění
| Nejužitečnější hráčka |
| --------------------- |
| Alba Torrensová       |

| Ideální sestava turnaje |
| ----------------------- |
| Evanthia Maltsiová      |
| Alba Torrensová         |
| Cecilia Zandalasiniová  |
| Ema Meessemanová        |
| Endene Miyemová         |
| Zdroj                   |

## Soupisky

### Česko
| Č.             | hráčka               | rok narození | výška        | pozice       | klub                              |
|                | Lenka Bartáková      | 1991         | 175 cm       | rozehrávačka | DSK Basketball Nymburk            |
|                | Ilona Burgrová       | 1984         | 194 cm       | pivotka      | ZVVZ USK Praha                    |
|                | Karolína Elhotová    | 1992         | 182 cm       | křídelnice   | ZVVZ USK Praha                    |
|                | Kateřina Elhotová „“ | 1989         | 180 cm       | křídelnice   | ZVVZ USK Praha                    |
|                | Alena Hanušová       | 1991         | 191 cm       | pivotka      | ZVVZ USK Praha                    |
|                | Eva Kopecká          | 1996         | 171 cm       | křídelnice   | KP Brno                           |
|                | Petra Kulichová      | 1984         | 198 cm       | pivotka      | Botaş Spor Kulübü                 |
|                | Michaela Stejskalová | 1987         | 186 cm       | křídelnice   | CB Islas Canarias                 |
|                | Pavla Švrdlíková     | 1990         | 185 cm       | pivotka      | BK Handicap Brno                  |
|                | Kia Vaughn           | 1987         | 189 cm       | pivotka      | ZVVZ USK Praha                    |
|                | Veronika Voráčková   | 1999         | 175 cm       | křídelnice   | ZVVZ USK Praha                    |
|                | Tereza Vyoralová     | 1994         | 176 cm       | rozehrávačka | BG 89 Avidec Hurricanes Rotenburg |
|                | Petra Záplatová      | 1991         | 175 cm       | křídelnice   | ZVVZ USK Praha                    |
| Realizační tým |                      |              |              |              |                                   |
| Trenér         | Trenér               | Lubor Blažek | Lubor Blažek | Lubor Blažek | Lubor Blažek                      |